# Comuna Karaiașnîk, Starobilsk
Karaiașnîk (în ucraineană Караяшник) este o comună în raionul Starobilsk, regiunea Luhansk, Ucraina, formată din satele Berezove, Bondareve și Karaiașnîk (reședința).

## Demografie
Componența lingvistică a comunei Karaiașnîk
     Ucraineană (95,88%)
     Rusă (3,98%)
     Alte limbi (0,14%)
Conform recensământului din 2001, majoritatea populației comunei Karaiașnîk era vorbitoare de ucraineană (95,88%), existând în minoritate și vorbitori de rusă (3,98%).